# You Are an Artist
You Are an Artist era un programa de televisión estadounidense, emitido por la cadena NBC desde 1946 hasta 1950. Entre las personas que presentaron el programa se cuentan al artista Jon Gnagy, Ben Grauer y Warren Hull. Cada episodio duraba 15 minutos. Como el título lo sugiere ("Tú eres un artista"), el objetivo del programa era enseñarle a la gente a dibujar. Durante su temporada final, el nombre del programa cambió a The Ben Grauer Show y posteriormente a The Warren Hull Show antes de ser cancelado definitivamente.

## Estado de los episodios
No existen grabaciones de episodios de este programa, debido a la falta de una política de archivos por parte de NBC en aquella época.